# Tetrastichus coorgensis
Tetrastichus coorgensis is een vliesvleugelig insect uit de familie Eulophidae. De wetenschappelijke naam is voor het eerst geldig gepubliceerd in 1952 door Chandy Kurian.